# My Kinsman, Major Molineux

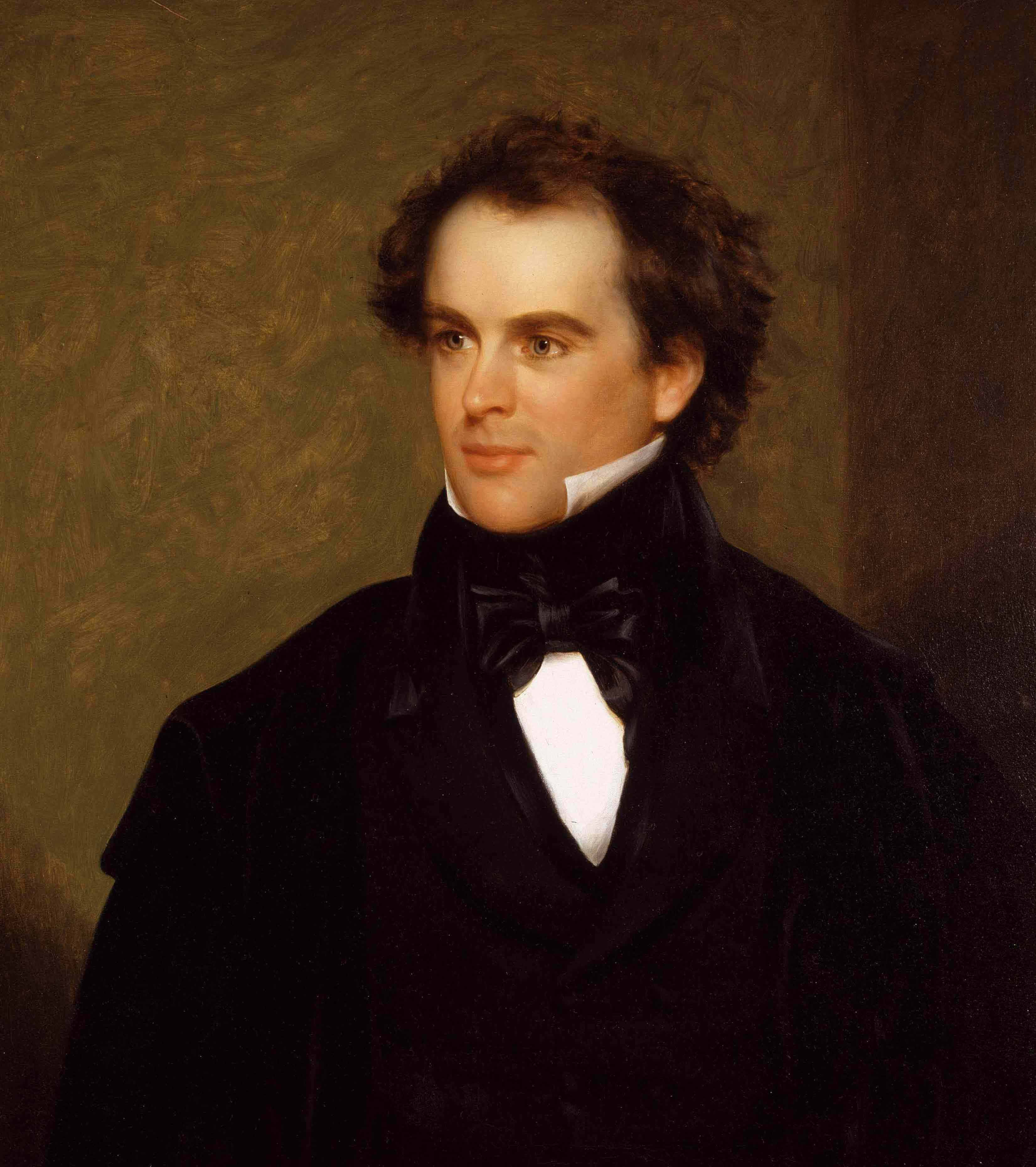
Nathaniel Hawthorne, 1840

My Kinsman, Major Molineux ist eine 1828/29 entstandene Erzählung des amerikanischen Schriftstellers Nathaniel Hawthorne, die erstmals 1832 in Samuel Goodrichs literarischem Almanach The Token anonym veröffentlicht und zwanzig Jahre später in den Sammelband The Snow-Image and Other Twice-Told Tales aufgenommen wurde. Diese frühe Geschichte Hawthornes wurde in der Folgezeit bis in die Mitte des 20. Jahrhunderts wenig beachtet; seit ihrer Wiederentdeckung in den 1950er Jahren gehört sie jedoch zu den am häufigsten interpretierten und anthologisierten Erzählungen der amerikanischen Literatur. Eine deutsche Übersetzung von Lore Krüger erschien 1980 unter dem Titel Mein Verwandter, der Major Molineux.
Der Protagonist der Geschichte, ein verarmter Junge vom Lande, kommt in einer Sommernacht in eine für ihn fremde, geheimnisvolle Stadt, um einen einflussreichen Verwandten aufzusuchen. Auf der beschwerlichen Suche nach seinem Verwandten wird er in verschiedenen Begegnungen mit Bewohnern dieser Stadt, die im historischen Detail als Boston zu erkennen ist, immer wieder unbegreiflicherweise zurückgewiesen. Übermüdet und verwirrt erlebt er schließlich in einer Vermischung von Traum und Wirklichkeit, wie sein Verwandter geteert und gefedert auf einem Schinderkarren herangefahren und verspottet wird. Zunächst voller Mitleid und Entsetzen stimmt der Jugendliche sodann in einem Zustand verwirrender Erregung in das höhnische Gelächter des Pöbels ein.

## Inhalt

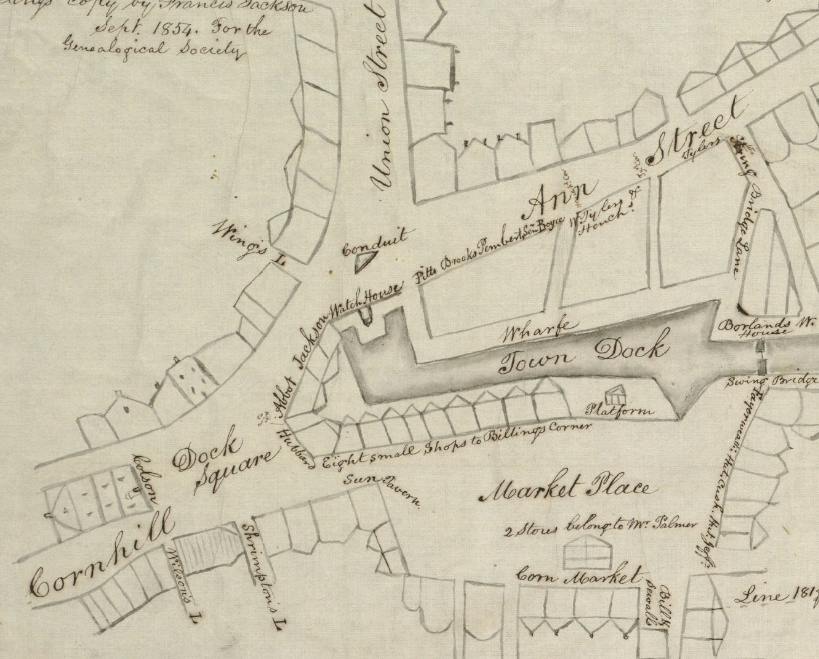
Stadtplan Boston 1738

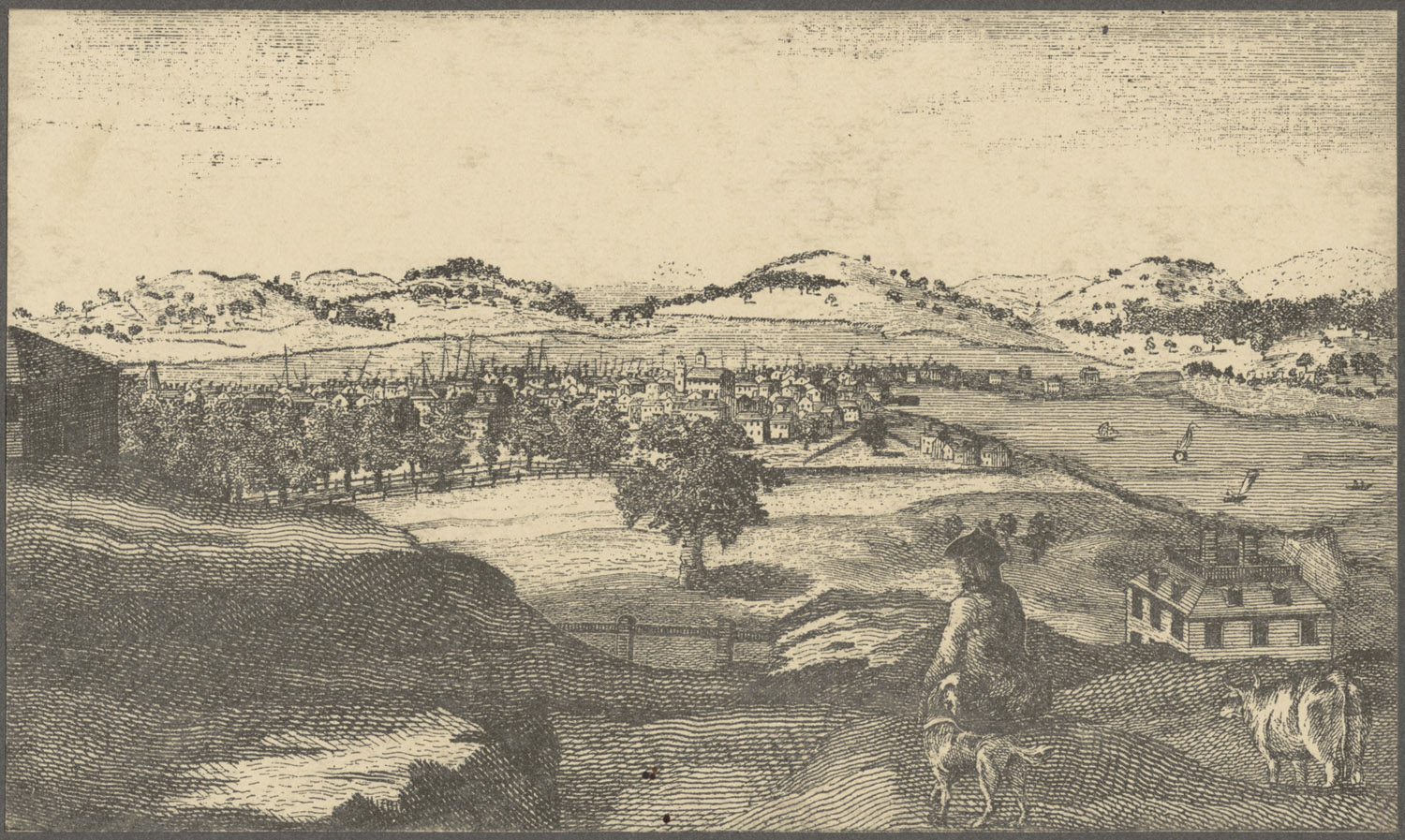
Kupferstich: Boston zwischen 1723 und 1730

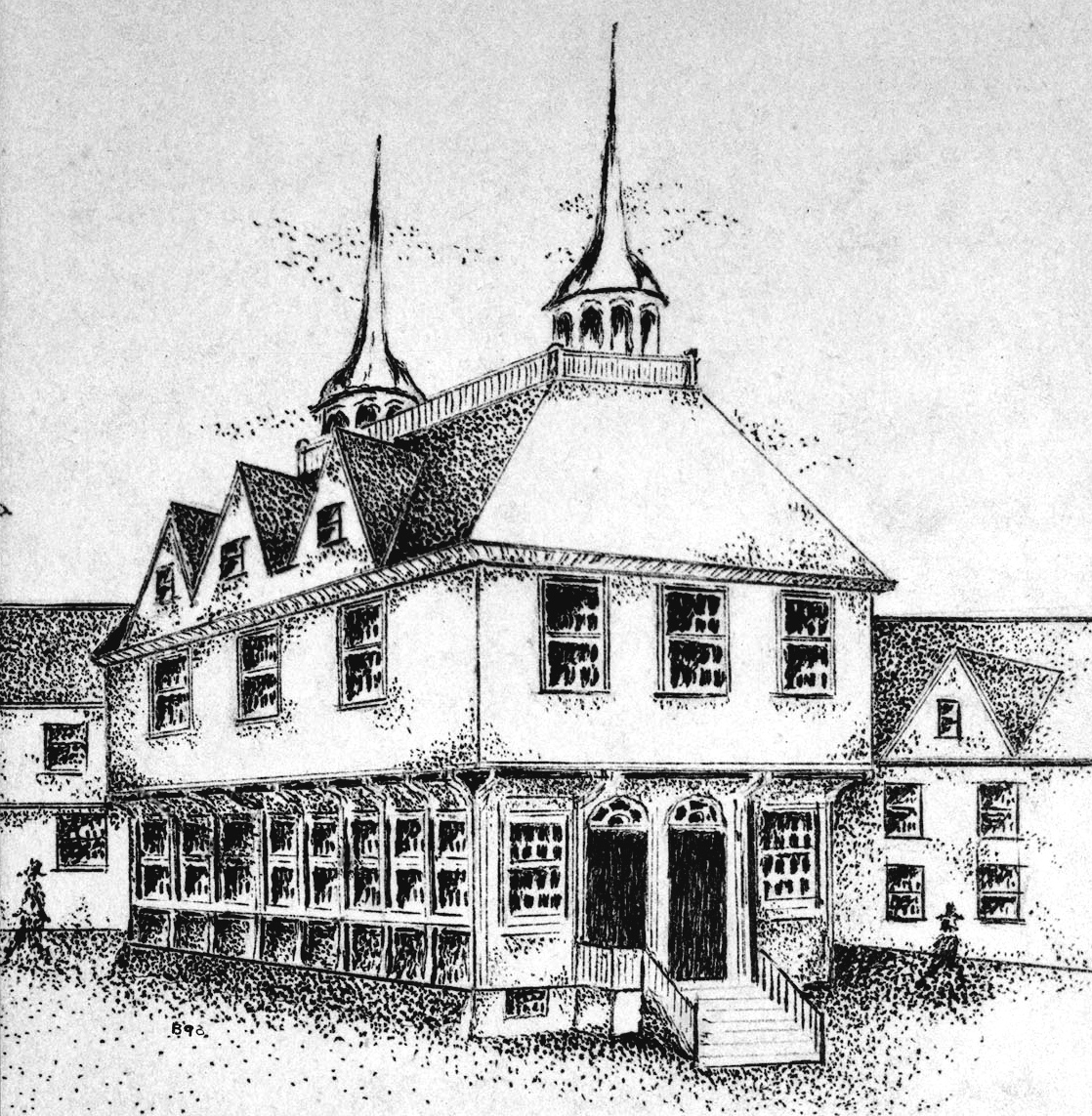
First Town House Boston, im 17. Jhd. erbaut

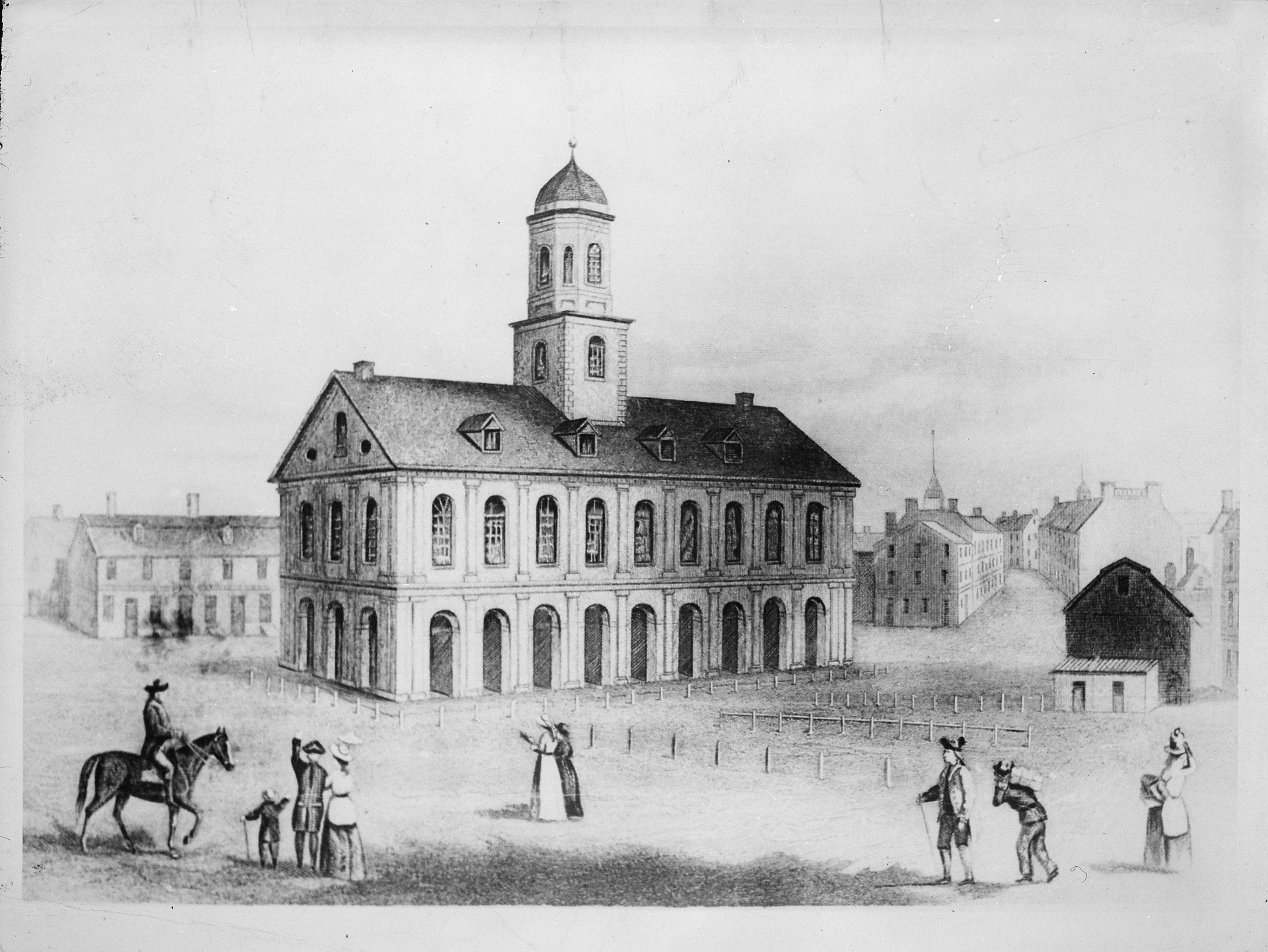
Stich: Faneuil Hall, Boston, 1742 erbaut am Dock Square, dem ersten Aufenthaltsorts Robins

Den Anfang von My Kinsman bildet eine historiographische Einleitung, die den geschichtlichen Hintergrund liefert und das Geschehen auf etwa 1730 datiert. In dem dargebotenen historischen Bezugsrahmen weist der Erzähler auf die sich verschärfenden Spannungen zwischen den Statthaltern der englischen Krone und der Bevölkerung in den amerikanischen Kolonien hin, die wiederholt zu gewalttätigen Ausschreitungen gegen die englischen Gouverneure führten.
Die Erzählung berichtet dann von dem knapp achtzehnjährigen Robin, der an einem mondhellen Sommerabend von einem unfreundlichen Fährmann als einziger Passagier nach Boston befördert wird. Die Überfahrt zu dieser unüblichen Zeit lässt der Fahrmann sich durch ein Sonderentgelt vergüten. Der Junge ist mit einem abgetragenen grauen Mantel und einem alten Dreispitz auf dem Kopf bekleidet; seine wenigen Habseligkeiten verwahrt er in einem Ranzen auf seinem Rücken und in seiner linken Hand hält er einen schweren Eichenknüppel zu seinem Schutz.
Als jüngster Sohn einer armen Pfarrersfamilie ist Robin vom Land in die Stadt gekommen, um seinen wohlhabenden Verwandten, den kinderlosen Major Molineux, zu besuchen und mit dessen Unterstützung, die er zuvor seinen Verwandten angeboten hatte, sein Glück zu machen. Auf der Suche nach dem Haus seines Onkels stößt der Neuankömmling mit seiner Frage nach dem Weg jedoch seltsamerweise immer wieder auf Hohn und spöttisches Gelächter.
Ein alter Mann mit einem polierten Stock droht ihm voller Wut und Verärgerung mit dem Hinweis auf seine Autorität eine Bestrafung am nächsten Morgen an; zwei Barbierjungen, die den Vorfall interessiert beobachten, reagieren mit rohem Gelächter. Ein Gastwirt, der ihn zunächst freundlich begrüßt, bezichtigt ihn sodann unter dem allgemeinen Gelächter der anwesenden Gäste, ein entlaufener Diener zu sein und verspricht demjenigen eine Belohnung, der ihn in einem der Gefängnisse der Provinz unterbringt. Eine verlogene Prostituierte in einem scharlachfarbenen Unterrock versucht ihn mit der falschen Behauptung, die Haushälterin des Majors zu sein, in ihr Haus zu locken; ein Nachtwächter verscheucht ihn mit der nochmaligen Androhung einer Bestrafung von der Straße. Eine kleine Gruppe von Männern spricht in einer für Robin unverständlichen Sprache und bleibt ihm ebenso wie der Nachtwächter die Antwort auf seine Frage nach dem Weg zur Wohnung des Majors schuldig. Ein geheimnisvoller Fremder mit feurigen Augen, einer doppelten Ausbuchtung auf der Stirn und einem schwarzroten höllischen Antlitz prophezeit ihm die in Kürze bevorstehende Ankunft des Majors.
Als Robin durch das Fenster einer verlassenen Kirche blickt, erblickt er im Mondschein die aufgeschlagenen Seiten einer großen Bibel. In einer traumhaften Vorstellung sieht er seine Familie, die sich vor dem Haus unter einem Baum zu einer gemeinsamen Andacht versammelt hat und währenddessen an ihn denkt und ihn vermisst. Nach dem Gebet verschließt seine Schwester jedoch die Haustür, bevor Robin der Familie ins Haus folgen kann. Er fühlt sich einsam und ausgeschlossen.
Kurz danach setzt sich ein freundlicher Fremder zu ihm auf die Stufen der Treppe und leistet ihm Gesellschaft. Der Unbekannte, dem Robin von seinem Anliegen berichtet, zeigt sich zuversichtlich, dass Major Molineux in wenigen Minuten vorbeikommen werde. Robins Aufmerksamkeit wird auf eine lärmende Menschenmenge gelenkt, die, angeführt von einem militärisch gekleideten Reiter mit einem gezogenen Schwert, in einem grellroten Lichtschein von Mondstrahlen und Fackeln mit Trompetengeschmetter näher kommt. Das grimmige, buntscheckige Äußere des Anführers mit seinem martialisch gefärbten rot-schwarzen Gesicht und die wilden Gestalten, die ihm in indianischer Aufmachung folgen, verleihen dem Aufmarsch ein unwirkliches, fabelhaftes Aussehen wie in einem Fiebertraum.
Unter dem Geschrei und Gelächter der Menge wird ein Karren herangezogen, auf dem Robins Onkel sitzt, geteert und gefedert. Trotz des physischen Schmerzes und der unerträglichen Demütigung durch die Schmähungen der Menschenmenge versucht Major Molineux, dessen große majestätischer Gestalt von seiner Standhaftigkeit zeugt, das Zittern und Beben seines Körpers zu unterdrücken, um seinen Stolz und seine Würde zu bewahren. Als der Blick des Jungen ihn trifft, scheint dies ihm die größte Qual zu bereiten.
Robin ist anfangs voller Mitleid und Entsetzen; die gespenstische Situation und mehr als alles andere die Erkenntnis der Lächerlichkeit der ganzen Szene lösen jedoch bald eine verwirrende Erregung in ihm aus und versetzen ihn in eine Art geistiger Trunkenheit. In seiner Verwirrung hört er das schallende Gelächter der Menschenmenge und nimmt die Personen wahr, denen er zuvor begegnet ist. Das ansteckende Gelächter erfasst Robin; er lacht brüllend auf, am lautesten von allen, so dass es durch die Straßen dröhnt.
Nachdem der Spuk vorüber ist, möchte der verstörte Robin nach Hause zurückkehren und fragt den freundlichen Fremden nach dem Weg zur Fähre. Dieser rät ihm jedoch zu bleiben und ohne die Hilfe des Major Molineux seinen Weg in der Welt zu machen.

## Werkzusammenhang und literaturgeschichtliche Bedeutung
Nach dem Abschluss seiner Ausbildung am Bowdoin College in Maine und der Rückkehr nach Salem wandte sich Hawthorne ab 1825 der Schriftstellerei zu, war jedoch mit seinen ersten literarischen Versuchen, der kurzen Romanze Fanshave (1828) und der ersten Sammlung von Erzählungen Seven Tales of My Native Land, derart unzufrieden, dass er sämtliche Manuskripte zerstörte. Ab 1830 erscheinen allerdings verschiedene historische Skizzen und allegorischen Erzählungen Hawthornes über das Leben im kolonialen Neuengland anonym in Neuengland-Magazinen, Zeitungen und Geschenkbänden.
My Kinsman, Major Molineux gehört zu dieser Gruppe der frühen Erzählungen Hawthornes, die vermutlich um 1828/29 entstanden. Die Kurzgeschichte wurde erstmals 1832 ebenfalls anonym in dem als Geschenkband vertriebenen Bostoner Almanach The Token von Samuel Griswold Goodrich unter dem Titel My Uncle Molineux veröffentlicht; als Verfasser wurde lediglich „the author of «Sights from a Steeple»“ genannt. Zeitgenössischen Leser und Kritiker zeigten sich offensichtlich wenig beeindruckt von der Erzählung; die einzigen überlieferten Kommentare zu der Veröffentlichung der Geschichte in The Token finden sich in Goodrichs Bemerkungen in seinen Briefen an Hawthorne.
Hawthorne selber schien offenbar der Erzählung zunächst ebenso wenig eine größere Bedeutung beizumessen; als er 1837 verschiedene seiner zerstreuten frühen Erzählungen als Sammelband mit dem Titel Twice Told Tales unter seinem eigenen Namen veröffentlichte, verzichtete er auf eine Aufnahme von My Kinsman, Major Molineux. Erst zwei Jahrzehnte nach der Erstveröffentlichung nahm Hawthorne die Erzählung 1852 in seine Anthologie The Snow-Image and other Twice Told Tales auf, ohne damit allerdings viel Aufmerksamkeit auf Seiten der zeitgenössischen Leser, Kritiker oder Autoren zu erzielen. In einer der wenigen erhaltenen Rezensionen zu The Snow-Image äußert sich E. A. Duyckinck 1852 missbilligend über My Kinsman, Major Molineux und kritisiert das Bild der geteerten und gefederten Erscheinung von Robins Verwandten als äußert lahmen und wenig wirkungsvollen Abschluss („Most lame and impotent conclusion“). Einzig Hawthornes früherer Klassenkamerad am Bowdoin College, der Schriftsteller und Lyriker Henry Wadsworth Longfellow erwähnt beiläufig in seinen Tales of a Wayward Inn (1863–1874, gesammelt 1886) „the great Major Molineux,/Whom Hawthorne has immortal made“ (dt. „den großen Major Molineux, den Hawthorne unsterblich gemacht hat“), wofür Hawthorne sich überschwänglich bedankte.
Auch nach Hawthornes Tod 1864 blieb My Kinsman, Major Molineux wie sehr viele seiner anderen Erzählungen über Jahrzehnte weitgehend unbeachtet. Der Autor wurde gemeinhin als zu allegorisch abgewertet; noch 1937 bezeichnete Yvor Winters die Geschichten Hawthornes geringschätzig als „bestenfalls seichte Leistungen“ („at best [...] slight performances“).
Diese Einschätzung von My Kinsman, Major Molineux änderte sich erst grundlegend mit der Aufnahme der Erzählung in den 1948 von Malcolm Cowley herausgegebenen Sammelband The Portable Hawthorne und der Veröffentlichung 1951 von Q. D. Leavis‘ Arbeit „Hawthorne as Poet“, in der die Geringschätzung der Erzählungen Hawthornes in der Literaturwissenschaft und -kritik als äußerst revisionsbedürftig kritisiert wurde. Leavis nahm dabei ausdrücklich Bezug auf My Kinsman und stellte fest, Hawthorne habe an keiner anderen Stelle diese Erzählung „im Hinblick auf dramatische Gestaltungskraft, in der Beherrschung des Tons, der Geschwindigkeit und Spannung, […] in dem Erzeugen von Spannung zwischen dem vollsten Bewusstsein der Bedeutung und der emotionalen Inkohärenz des Träumens übertroffen“ („Hawthorne never anywhere surpassed this tale […] in dramatic power, in control of tone, pace, and tension, and in something more wonderful, the creation of suspense between the fullest consciousness of meaning and the emotional incoherence of dreaming“).
Diese Neubewertung von My Kinsman, Major Molineux rückte die bis dahin nahezu unbekannte Erzählung in das Blickfeld der Literaturwissenschaftler und Kritiker und führte in der Folgezeit zu einer Fülle von über achtzig teilweise durchaus kontroversen Deutungen. Bis heute gehört My Kinsman zu den am häufigsten interpretierten und anthologisierten Kurzgeschichten der amerikanischen Literatur. Trotz der widersprüchlichen Auslegungen und Lesarten wird My Kinsman, Major Molineux mittlerweile nahezu einhellig nicht nur zu den gelungensten und eindrucksvollsten Erzählungen Hawthornes, sondern zu den schönsten amerikanischen Kurzgeschichten überhaupt gezählt („one of the finest short stories in the language“). Ein gleichnamiges Schauspiel von Robert Lowell, das auf Hawthornes Erzählung basiert, wurde 1964 mit großem Erfolg in New York uraufgeführt.
Literaturgeschichtlich gilt My Kinsman, Major Molineux neben Young Goodman Brown darüber hinaus in typologischer Hinsicht als eines der ersten repräsentativen bzw. konstitutiven Beispiele für die Herausbildung des neuen Subgenres der Initiationsgeschichte in der amerikanischen Kurzprosa.

## Interpretationen und Lesarten

### Ambiguität der Textaussagen
Der amerikanische Literaturwissenschaftler und Hawthorne-Spezialist Hyatt H. Waggoner konstatierte 1971 im Hinblick auf My Kinsman, Major Molineux die offenkundige Unmöglichkeit, die Vielschichtigkeit, Mehrdeutigkeit und Offenheit dieser Erzählung mit ihren zahlreichen neben- und durcheinander existierenden Bedeutungsebenen in einer umfassenden und stimmigen literaturkritischen Interpretation oder Lesart zusammenzuführen. So zog er in eher resignierendem Ton das Fazit: Any criticism is likely to seem heavy-handed when dealing with this story („Jegliche Kritik wird wahrscheinlich unbeholfen oder plump erscheinen in der Beschäftigung mit dieser Geschichte“).
Der renommierte Amerikanist Peter Freese sieht demgegenüber gerade in der Ironie, Pardoxie und Mehrdeutigkeit dieser lange Zeit vernachlässigten Erzählung mit ihrem breit angelegten, offenen Sinnpotential und immensen Verweisreichtum einen wesentlichen Grund dafür, warum My Kinsman von Lesern, Interpreten und Kritikern als „außerordentlich modern“ wiederentdeckt werden konnte. Mit ihren vieldeutigen typologischen Verweisen und Analogien zu den „rites of national passage“ werden Freese zufolge „zentrale Fragen nach dem amerikanischen Selbstverständnis“ aufgeworfen; in der äußerst komplizierten historischen Bedeutungsschicht artikuliert sich eine kritische Haltung Hawthornes, die den Gewinn der amerikanischen Unabhängigkeit als ein „mit moralischer Unzulänglichkeit und menschlichem Versagen verknüpftes Geschehen“ betrachtet und zugleich in der indirekten Auseinandersetzung Hawthornes mit der Erfolgsethik Benjamin Franklins die Realisierungsmöglichkeiten des amerikanischen Traumes mit bohrendem Zweifel hinterfragt. Darüber hinaus bietet die eindrucksvoll gestaltete Einsamkeit des Jugendlichen vom Lande in der verwirrenden Stadt mit ihrer Isolation und Vereinzelung eine Spielart der eigenen Entfremdung des Hawthornschen Protagonisten, mit der auch heutige Leser sich vermutlich immer noch identifizieren können. Die dramatische Konfrontation Robins mit der zerbrechenden Welt der Väter erweist sich nach Freese in ihrer Vieldeutigkeit ebenso als Versinnbildlichung eines Generationskonfliktes; durch die zahlreichen allegorische Verweise auf zeitlose Grundmuster archetypischer kultureller Entwicklungen und Prozesse in My Kinsman wird das individuelle Geschehen zudem überhöht zu einem zeitlosen Geschehen, das auch in der heutigen Zeit einer zunehmend „fragmentarisierten oder sinnentleerten Welt“ Möglichkeiten der Bedeutungsstiftung schafft. So erweist sich insbesondere die desillusionierende Bewegung von „naiver Unschuld auf dem paradiesischen Land zur schmerzhaften Erfahrung in der labyrinthischen Stadt“ als „unendlich vielschichtige und mehrdeutige“, zugleich zeitlose und aktuelle „Darstellung grundlegender inner- und zwischenmenschlicher Konflikte“.

### Unterschiedliche Deutungsansätze in der Rezeptionsgeschichte
Der vielschichtige Verweisreichtum und das in My Kinsman angelegte Bündel von Themen und möglichen Bedeutungen führte in der komplexen Rezeptionsgeschichte des Werkes zu unterschiedlichen, teils widersprüchlichen, teils sich überlagernden und ergänzenden Deutungsversuchen, die sich systematisch gesehen im Wesentlichen als historisch-politische, mythologisch-allegorische, psychologische und moralisch-theologische Interpretationsansätze zusammenfassen lassen.

#### Historisch-politische Deutungen

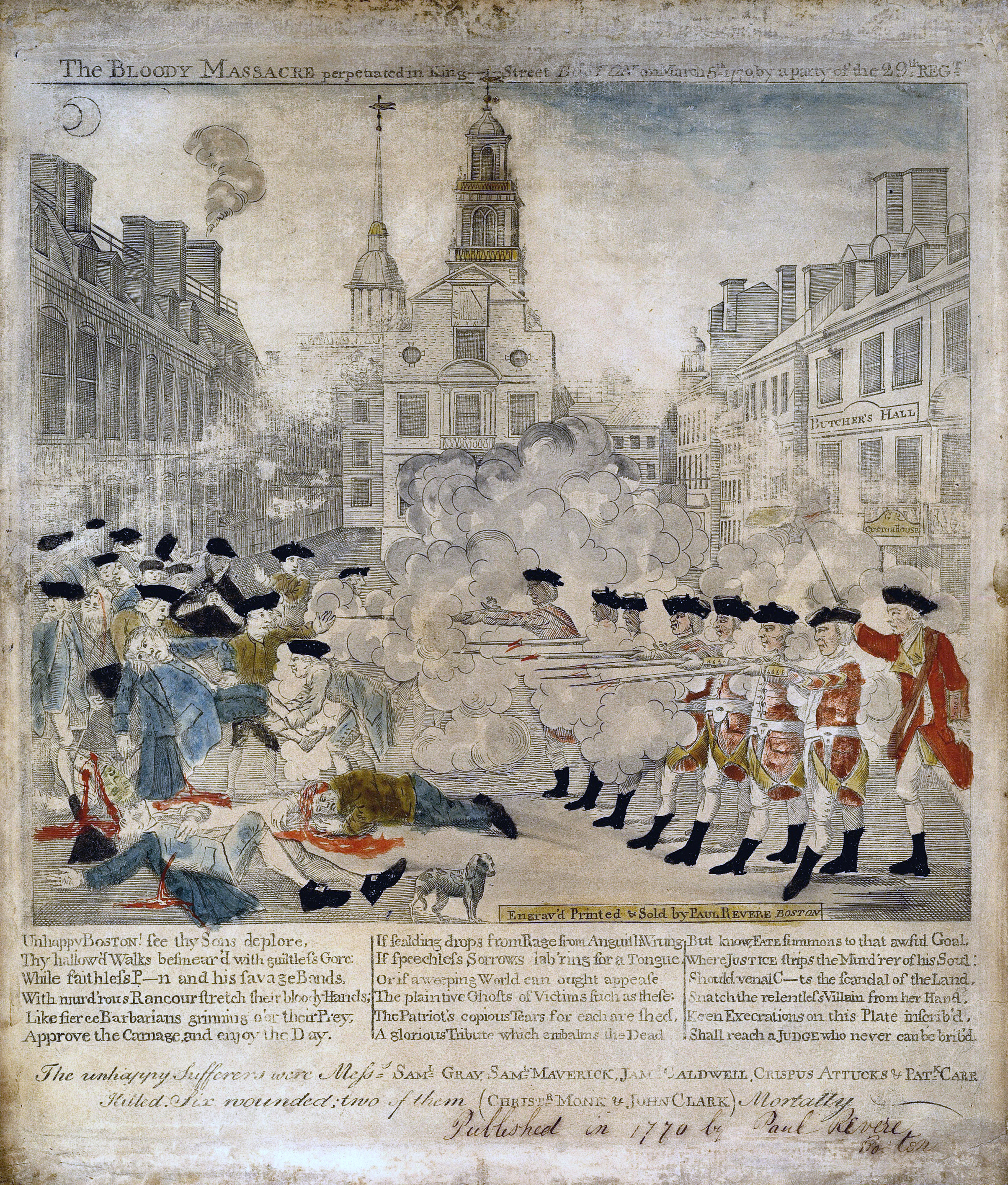
Auseinandersetzung zwischen Bewohnern Bostons und englischen Soldaten in Boston 1770

Die historiographische Einleitung bettet die Erzählung ein in den geschichtlichen Kontext des vorrevolutionären Bostons. Dabei wird ausdrücklich verwiesen auf die „Könige von England“, die sich „das Recht angemaßt hatten, die Gouverneure der Kolonien zu bestellen“. Ebenso werden die daraus resultierenden Spannungen mit der Bevölkerung in Neuengland nach der Regentschaft Jakob II. „bis zur Revolution“ angesprochen, die in den „Annalen von Massachusetts Bay“ aufgezeichnet sind.
Auf dem Hintergrund dieses geschichtlichen Bezugsrahmens versah Q. D. Leavis 1951 Hawthornes Geschichte mit dem Untertitel „America comes of Age“ (dt. etwa: „Amerika wird mündig“) und versuchte die Schilderung der nächtlichen Ereignisse als eine historisch-politisch komplexe poetische Parabel („poetic parable“) zu deuten, in der es um das Erlangen der nationalen Unabhängigkeit Amerikas und den dafür zu entrichtenden Preis gehe („[...] a dramatic precipitation of, or prophetic forecast of the rejection of England that was to occur in fact much later“). Der naive, aber selbstsichere Robin personifiziere das freiheitsbegehrende Amerika, während der geschmähte und erniedrigte Major Molineux das Ende der englischen Kolonialherrschaft versinnbildliche. Robins schmerzvolle Erfahrung zeige zugleich, dass die neugewonnene Freiheit nicht ohne Schuld oder den schmerzlichen Verlust der Unschuld gewonnen werden könne.
Diese Deutung, in der My Kinsman als fiktionale Auseinandersetzung mit der amerikanischen Geschichte verstanden wird, die die Prägung der Gegenwart durch die Vergangenheit ausloten will, wurde 1954 von Roy Harvey Pearce unter einem anderen Blickwinkel wieder aufgegriffen. Ihm zufolge ist das zentrale Thema der Geschichte „the imputation simultaneously of guilt and righteousness through history“ (dt. etwa: „die gleichzeitige Zuschreibung von Schuld und Rechtschaffenheit durch die Geschichte“). Hawthorne wolle mit seiner Erzählung vor allem zum Ausdruck bringen, dass die politische und soziale Geschichte Amerikas durch Erbsünde belastet sei; Adams Sündenfall und die Idee des historischen Fortschritts seien mythologisch nicht getrennt, sondern eins („Original Sin [...] becomes the prime fact of our political and social history. Adam‘s Fall and the Idea of Progress become not two myths, but one“). Eine derartige Deutung der Hawthorneschen Erzählung als „einer narrativen Erläuterung eines geschichtlichen Phänomens“ sowie eines „Typus“ der amerikanischen Revolution wurde von anderen Interpreten und Kritikern in der Folgezeit mehrfach aufgenommen und weitergeführt.
Pearce und andere Literaturwissenschaftler versuchten ebenfalls die historischen Hintergründe genauer aufzuklären und Bezüge zu der geschichtlichen Figur des realen William Molineux herzustellen, ohne allerdings in überzeugender Form das Problem lösen zu können, dass dieser Bostoner Kaufmann im Gegensatz zu Robins Verwandtem alles andere als ein Loyalist war. Teilweise wurden in dieser Interpretationslinie zugleich weitgehend spekulative Bezüge zu der historischen Gestalt eines irischen Anwalts und Philosophen des gleichen Namens hergestellt, aus denen die Deutung abgeleitet wurde, für Robin stelle sich die Erkenntnisaufgabe, „zwischen Vernunft und Mäßigung auf der einen und Militanz und Exzess auf der anderen Seite“ zu unterscheiden. Der deutsche Amerikanist Hans Joachim Lang erweiterte dieses Spektrum der Deutungsansätze mit seinem Versuch zu zeigen, dass Hawthornes Erzählung ein Netz von versteckten Hinweisen auf die Präsidentschaftswahl in den Vereinigten Staaten 1828 enthalte und der doppelgesichtige Mann in Beziehung zu dem siebten amerikanischen Präsidenten Andrew Jackson gebracht werden könne.

#### Mythenkritisch-allegorische Deutungen
Die gemeinsame Prämisse der historischen Deutungsansätze, die Erzählung Hawthornes befasse sich mit dem bedeutendsten politischen und kulturellen Thema der amerikanischen Republik, der nationalen Selbstbestimmung und ihrer Folgen, wurde 1961 von Daniel G. Hoffman aufgenommen, in seiner Deutung aber auf eine überhöhte mythisch-allegorische Ebene verlagert. Bereits bei Leavis, die in der Konfrontation Robins mit seinem gedemütigten Onkel zugleich die Unterwerfung des alten Königs durch einen neuen zu erkennen glaubte, klingt eine enge Verflechtung von historischer und mythenkritischer Interpretation an.

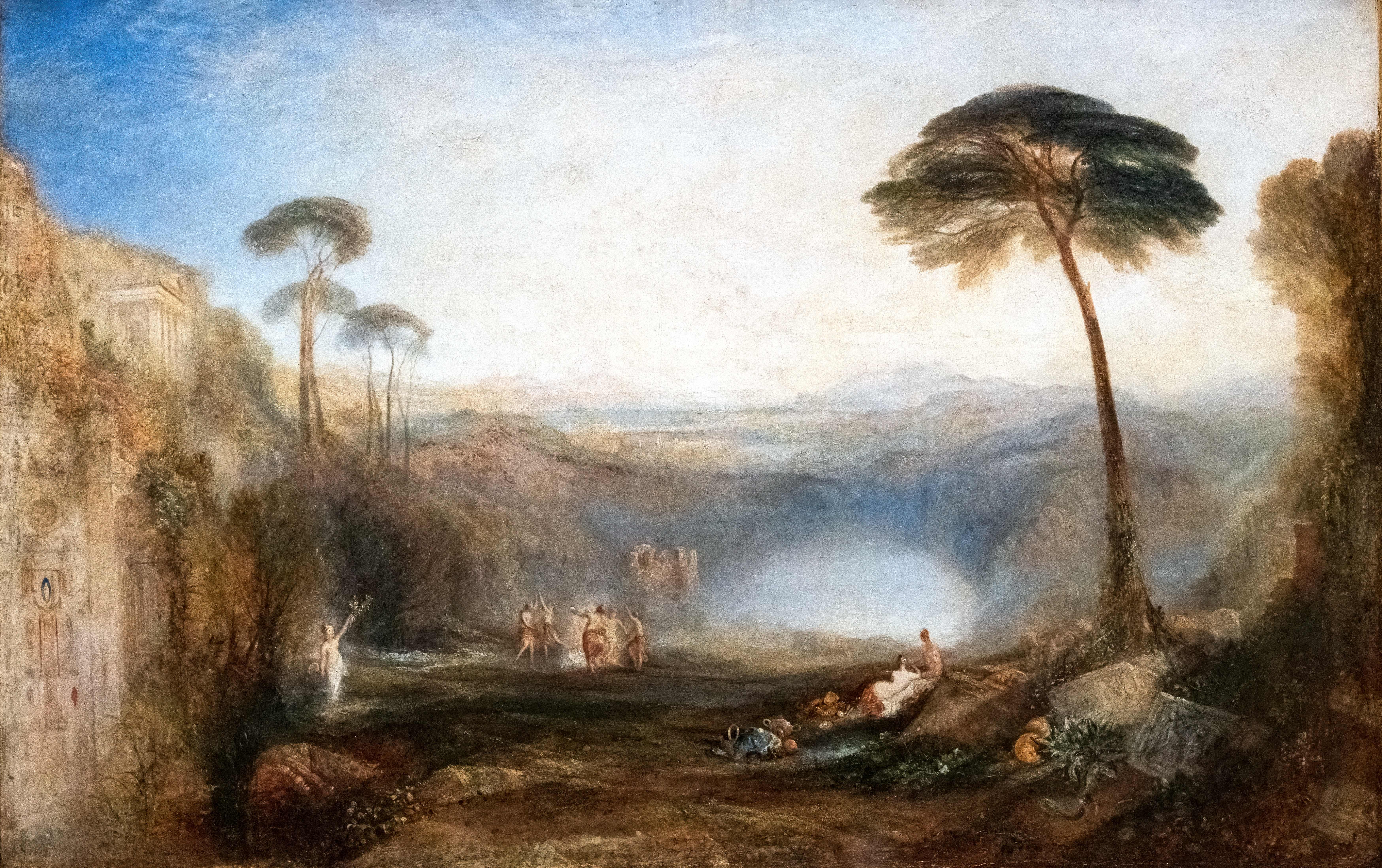
J. M. W. Turners Gemälde des Golden Bough

Auf dem Hintergrund des in den 1960er Jahren zunehmenden Einflusses einer literaturkritischen Schule, die literarische Texte primär auf archetypische Abläufe oder mythische Grundmuster zurückzuführen versuchte, sieht Daniel G. Hoffman in My Kinsman vor allem die koloniale Neuinszenierung des alten Rituals der Absetzung des Sündenbock-Königs („an eighteenth-century colonial re-enactment of the ancient ritual of the deposition of the Scapegoat-King“). Die in der Erzählung thematisierte historische Entwicklung von der britischen Kolonialherrschaft zur nationalen Unabhängigkeit wird in dieser Lesart als geschichtlich-allegorische Konkretisierung eines zeitlosen Archetyps verstanden; der geteerte und gefederte Major Molineux verkörpert den „Sacrificed King, the Royal Scapegoat“ (dt. den geopferten König, den königlichen Sündenbock), wie er in Frazers Studie über Magie und Religion The Golden Bough beschrieben wird. Die rituelle Absetzungszeremonie erfüllt dabei nach dieser Deutung archetypisch eine doppelte Funktion: das stellvertretend personifizierte Böse wird vertrieben und der Opfertod des alten göttlichen Herrschers, dessen Kraft geschwunden ist, führt zu einer Erneuerung der Macht durch die Einsetzung seines jungen Nachfolgers. Die Verschwörer in Hawthornes Erzählung beseitigen nach diesem Verständnis mit der Opferung von Major Molineux als Sündenbock das Hauptübel in der Kolonie; Belege werden unter anderem darin gesehen, dass die dargestellte Mittsommernachtsszenerie in der Geschichte mit den rituellen Zügen von Maifeiern verknüpft werde. Der doppelgesichtige Anführer wird in diesen Deutungsansätzen als Vertreter von Anarchie, Chaos und Unordnung (Riot and Disorder), als Lord of the Misrule begriffen, dessen Herrschaft aber nur eine Scheinherrschaft („mock reign“) ist, die notwendigerweise rituell der Wiederherstellung einer neuen, gerechteren Ordnung vorausgeht („serve the end of re-establishing a stable order based on institutions more just than those overthrown.“). In diesem Deutungskontext wurde ebenso auf die offenkundigen Anspielungen in Robins Namen und in der Ausgestaltung der traumhaften nächtlichen Szenerie an Shakespeares Komödie A Midsummer Night’s Dream verwiesen; wie Robin Goodfellow alias Puck bei Shakespeare verkörpert demzufolge der kluge („shrewd“) Robin die archetypische Auflehnung gegen die Autorität.
Dieser von Hoffman vorgestellte mythologische Deutungsansatz wurde in der Folgezeit in verschiedenen Aspekten weiter ausgebaut. So wurde ergänzend insbesondere auf das archetypische Muster der Suche und nächtlichen Reise von der Unschuld zu zerstörendem Wissen („unadorned archetypal pattern of the journey from innocence into destructive knowledge“) sowie der Überfahrt Robins auf der Fähre Bezug genommen, die allegorisch an die Überquerung des Styx in der griechischen Mythologie erinnert.
Die zahlreichen weiteren Beiträge in dieser Richtung einer mythologischen Ausdeutung der Erzählung Hawthornes mit allerdings oftmals weit hergeholten, zumeist spekulativen Schlussfolgerungen konzentrieren sich naturgemäß überwiegend auf die dunkleren Aspekte des Geschehens in der Geschichte.

#### Psychologische Deutungen
Die mehrdeutige Ansiedlung der Geschichte zwischen Traum und Wirklichkeit wie auch die Konfrontation eines verwirrten Jugendlichen mit der Welt der Väter bietet ebenso Ansatzpunkte für eine psychologisch oder psychoanalytisch ausgerichtete literaturwissenschaftliche Deutung.
Bereits 1955 forderte Simon O. Lesser den Einbezug psychoanalytischer Deutungsmuster in die Interpretation der Erzählung, um den manifesten Erzählinhalt im Hinblick auf seine tiefere oder latente Bedeutung auszuloten. Er sah My Kinsman als charakteristische Ausgestaltung ödipaler Konflikte im Freudschen Sinne und stellte die These auf, dass Robin unbewusst nach sexuellen Abenteuern suche, um sich in der Adoleszenz aus seiner kindlichen Abhängigkeit als Sohn von der Dominanz der Erwachsenenwelt zu befreien („free of adult domination“). Als Begründung führt Lesser aus, Robin suche auf der bewussten Ebene zwar nach dem Major, auf der unbewussten Ebene sei jedoch ein gegenläufiges Muster zu erkennen; Robin wolle in Wahrheit den Major überhaupt nicht treffen. So „vergesse“ er, den Fährmann nach dem Weg zu fragen, habe es keineswegs eilig, zu dem Haus des Majors zu gelangen, verweile lange Zeit auf den Plätzen und vor den Geschäften, lasse die Zeit verstreichen, sei nicht abgeneigt, den offensichtlichen Lügen der Prostituierten mit ihrer süßen Stimme und ihrer schmalen Taille in dem scharlachroten Unterrock Glauben zu schenken und intensiviere trotz der zahlreichen Ablehnungen keinesfalls seine Suche nach der Wohnung des Majors.
In dieser Perspektive ist Robin der rebellische Heranwachsende, der auf der Flucht vor väterlicher Autorität und der Suche nach sexueller Freiheit sich gegen seinen Onkel als Symbol der Unterdrückung und Autorität auflehnt. Der Aufruhr in der ganzen Stadt ermutigt ihn, seinen lange Zeit verdrängten, geheimen Wünschen nachzugeben; sein Aufbegehren erreicht in dieser Deutung den Höhepunkt in seinem Einstimmen in das wilde Gelächter der Menge, das für ihn in einer Art Katharsis zum befreienden Lachen werde, da er nun die unbewusste Feindseligkeit seinem Verwandten gegenüber nicht länger unterdrücken müsse und die Suche nach ihm aufgeben könne („the relief he feels that he can vent his hostility for his kinsman and abandon his search for him [...] buried hunger to break loose of a childlike dependence on patriarchical guides [...] cathartically rid himself of both filial dependence and filial resentment“). Die wiederholte Androhung von Bestrafung erhält in einer derartigen Deutungsperspektive zusätzliches Gewicht; auch die vielfältigen Verweise auf Stöcke von Robins schwerem „Eichenknüppel“ (S. 104) bis zu dem „langen, glänzenden Spazierstock“ des alten Mannes (S. 105) lassen sich in dieser Leseweise als phallische Symbole begreifen.
Ausgehend von Sartre und Laing wurde ebenfalls versucht, in einer existenzialpsychologischen Analyse die Figur Robins als Sinnbild eines schmerzhaft mit ontologischer Unsicherheit konfrontierten Menschen zu deuten. Freese zufolge blieb dieser Deutungsansatz allerdings weitgehend spekulativ.

#### Moralisch-theologische Deutungen
Während in den historischen, archetypischen und psychologischen Ausdeutungen die Frage nach der individuellen Verantwortung Robins sich nicht stellt oder allenfalls eine marginale Rolle spielt, versucht eine weitere Gruppe von Interpretationen den Blick auf die moralischen Implikationen von Robins Verhalten und Entwicklung zu lenken.
Begreift man wie Seymour L. Gross Robins Irrfahrt als eine moralische Allegorie und seine Odyssee als „Reise aus der Unschuld eines ursprünglichen Paradieses in das versengende Feuer satanischen Wissens“ („the voyage from the blind innocence of a primal paradise to the scorching fire of satanic knowledge“), dann erscheint die dunkle Stadt mit ihrem labyrinthischen Gewirr enger Gassen (S. 107) als Symbol menschlicher Schuldverfallenheit. Der Mann mit dem zweifarbigen schwarzroten Gesicht wird zum Inbegriff des Danteschen Satans; Robins Lachen stellt nicht länger einen Akt der Befreiung dar, sondern bringt dessen bittere Selbstverachtung angesichts seines moralischen Versagens zum Ausdruck, nachdem er gelernt hat, Gut und Böse zu unterscheiden. Indem er seinen Verwandten verleugnete, tat er selbst Böses und weiß nun, dass er nie wieder in die paradiesische Welt der Unschuld zurückkehren wird. In einer solchen Deutung thematisiert die Geschichte den Zusammenhang von Schuld und Reife, in dem Robins Verlust ungleich größer ausfällt als sein Gewinn.
My Kinsman kann demgemäß verstanden werden als „brutal realistische Darstellung der menschlichen Bösartigkeit“ („a brutally realistic account of human viciousness“); Arthur T. Broes sieht die zentrale Aussage Hawthornes darin, dass der Mensch früher oder später als Ergebnis des Sündenfalls unvermeidbar das Böse kennenlernen müsse („[...] in the language of symbol and allegory, that man, as a result of the Fall, cannot remain in the state of innocence [...] but must sooner or later come to a knowledge of evil“); auch in anderen Analysen wird in diesem Deutungszusammenhang die Düsterheit der moralischen Aussage hervorgehoben. Die verschiedenen Hinweise des Erzählers auf Robins Klugheit („shrewdness“), die in den jeweiligen Kontexten ironisiert werden, lassen sich in dieser Hinsicht als Zeichen seiner Überheblichkeit deuten; die Verwendung der Bezeichnung „shrewd“ in der Schlussbemerkung des freundlichen Fremden wäre entweder als nach wie vor ironischer Hinweis auf Robins moralische Verderbtheit zu verstehen oder aber ernst gemeint als Signal, dass Robin nun an Einsicht gewonnen hat und der Weg für sein weiteres Wachstum zu geistig-moralischer Reife offensteht. Hawthornes Aussage ließe sich auf diesem Hintergrund so deuten, dass Selbstbestimmung und Eigenverantwortlichkeit nur nach der Begegnung mit dem Bösen und der Konfrontation mit dem eigenen Versagen erreicht werden können.
Wird My Kinsman als moralische Allegorie verstanden, so lassen sich die sieben Begegnungen Robins mit den Menschen aus der Stadt anklingend an Dantes Inferno (1307–1321), Bunyans Vanity Fair (1678) und Spensers Fairie Queen (1590–1596) auch als die Auseinandersetzung des Protagonisten mit den personifizierten Sieben Tod- oder Hauptsünden begreifen; sogar der freundliche Fremde könnte in diesem Bezugsrahmen als „a devil‘s advocate“ (dt. etwa „Teuflischer Ratgeber“) verstanden werden. Sein an Robin gerichteter Ratschlag am Ende, trotz der schmerzlichen Desillusionierung in der Stadt zu bleiben, käme dann ironischerweise einer „invitation to spiritual ruin“ (dt. etwa: „Einladung zum geistig-moralischen Untergang“) gleich.

### Ironische Umkehrung der Erfolgsethik Franklins
Zur wahrscheinlichen Entstehungszeit von My Kinsman, Major Molineux im Herbst 1828 hatte Hawthorne die ersten fünf Bände von Benjamin Franklins Works aus der Salemer Bibliothek ausgeliehen. In mehreren literaturwissenschaftlichen Analysen wurden die auffällig engen Parallelen zwischen Hawthornes Erzählung und der berühmten Passage aus Franklins Autobiografie, in der dieser von seiner Ankunft in Philadelphia berichtet, eingehender untersucht. Diese Stelle aus der Autobiografie Franklins bildete ihrerseits die archetypische Grundlage für unzählige erzählerische Verwirklichungen des American Dream, die vor allem in den „from rags to riches“-Geschichten Horatio Algers ihren populärsten Ausdruck fanden.
Aufgrund zahlreicher unverkennbarer Übereinstimmungen und Entsprechungen in vielen Details ist mit sehr großer Wahrscheinlichkeit davon auszugehen, dass ein direkter Zusammenhang zwischen Hawthornes Erzählung und dem Bericht Franklins über seine Ankunft in Philadelphia besteht; möglicherweise spielt Robins Name nicht nur auf den Shakespearschen Robbin Goodfellow/Puck an, sondern bezieht sich ebenso auf den von Franklins Bruder James herausgegebenen Almanach Poor Robin und damit indirekt auf Franklins Positionen in Poor Richard‘s Almanack.
Auffälliger als die Gemeinsamkeiten und Ähnlichkeiten sind jedoch die Unterschiede, die auf eine kritische Umkehr der Weltanschauung aus Franklins Autobiografie schließen lassen. Ist der Beginn von Franklins erstaunlichem Aufstieg bei seiner Ankunft in Philadelphia vom Tageslicht erhellt, so steht dem bei Hawthorne die nächtliche Irrfahrt des erfolglosen Robin Molineux gegenüber. Ebenso wird Franklins „Ruhe im friedvollen Versammlungsraum der deistischen Quäker“ mit Robins quälender Einsamkeit vor der Kirche eines „sich rächenden puritanischen Gottes“ kontrastiert. Der junge Benjamin erfährt freundliche Hilfe und Unterstützung; Robin dagegen stößt auf höhnische Ablehnung und Androhung von Strafe. Dem klugen und sich naiv gebenden Ben stellt Hawthorne den naiven und sich nur klug dünkenden Robin gegenüber.
Dementsprechend stellt Hawthornes Geschichte eine „ironisch-pessimistische Kontrafaktur auf die als vordergründig optimistisch kritisierte Erfolgsethik Franklins“ dar. Die Erzählung wird derart zu einer „frühen Versinnbildlichung der alptraumhaften Kehrseite des American Dream“ und kann als politische Parabel verstanden werden, in der Hawthorne „Unzulänglichkeit und Versagen als Bestandteile schon der allerersten Anfänge der Nation diagnostiert“. Hawthorne artikuliert in dieser Hinsicht bereits die grundsätzlichen Zweifel am Erfolgsmythos, die inzwischen zu einem mehr oder weniger durchgehenden Charakteristikum der neueren amerikanischen Literatur geworden sind.

### „My Kinsman“ als Initiationsgeschichte
In zahlreichen literaturwissenschaftlichen Untersuchungen wird My Kinsman, Major Molineux explizit als Initiationsgeschichte eingeordnet oder implizit als eine solche verstanden. Im Hinblick auf die charakteristischen Merkmale und typischen Konstituenten einer story of initiation schildert die Erzählung die erste Reise eines Adoleszenten als Besuch Robins, des unerfahrenen oder unschuldigen Jungen vom Lande, in der für ihn fremden Stadt. Die verschiedenen Stationen der Reise realisieren sich dabei für den jugendlichen Helden als eine Reihe von Konfrontationen, an deren Ende Robin eine für ihn entscheidende Einsicht oder Erkenntnis gewinnt.
Dem Muster einer Initiationsgeschichte entspricht ebenfalls die erzähltechnische Gestaltung mit zentralen Einzelelementen wie dem die Geschichte durchziehenden Lachen, dem symbolhaften Wechselspiel von Licht und Dunkelheit oder von natürlichem und künstlichem Licht, der symbolischen Metaphorik der Häuser und Gassen sowie dem hervorgehobenen Motiv der Klugheit (shrewdness). Darüber hinaus enthält die Erzählung eine Fülle initiationstypischer motivisch-symbolhafter Gegensatzpaare wie beispielsweise Natur und Zivilisation, Stadt und Land, Authentizität und Künstlichkeit, Ordnung und Unordnung, Sein und Schein, Abhängigkeit und Unabhängigkeit, Zusammengehörigkeit oder Sicherheit und Isolation oder Unsicherheit sowie Unwissenheit und Wissen. In ebenfalls charakteristischer Weise wird das Geschehen in der Erzählung in der grundlegenden Form einer dreigeteilten Struktur dargeboten, in der die wesentlichen Schritte von der Kindheit zum Erwachsenwerden als Lebensreise mit einem Ausgang aus der alten, einem Übergang und schließlich einem Eingang in die neue Existenzweise versinnbildlicht werden.
Je nach Lesart kann das Geschehen in der Kurzgeschichte dabei wahlweise historisch als Dreischritt von kolonialer Abhängigkeit oder Monarchie über den Aufstand oder die Revolte zu nationaler Unabhängigkeit oder Demokratie verstanden werden oder mythenkritisch als „Queste des Helden aus einem sonnenbeschienenen Land der Gewöhnlichkeit in das nur durch eine Flussüberquerung erreichbare nächtliche Dunkel der Stadt“ gesehen werden, in der dann als Letztes das Wissen um Gut oder Böse zu erwerben ist. Ebenso wenig widerspricht ein psychoanalytisches Verständnis der Geschichte einer Klassifikation als Initiationsgeschichte. Hier zeigt sich gleichfalls eine dreiteilige Struktur als Entwicklung vom abhängigen Kind über die Rebellion des aufbegehrenden Jugendlichen gegen die väterliche Autorität und dem anschließenden Eintritt in das selbstbestimmte Erwachsenenleben. Im moraltheologischen Sinne lässt sich die Dreigliedrigkeit der Erzählung als Entwicklung von paradiesischer Unschuld über den Sündenfall der Erkenntnis zur Teilhabe an der menschlichen Schuldverfallenheit darstellen.
Unabhängig davon, in welcher Weise die Initiation oder das Thema der Initiation verstanden wird, enthält My Kinsman auf den unterschiedlichen Bedeutungsebenen eine Variation der für die amerikanische story of initiation charakteristischen Entwicklung from innocence to experience (dt.: „von der Unschuld zur Erfahrung“). Allerdings kann auch ein solches Deutungsmuster als Initiationsgeschichte nicht die grundsätzliche Ambiguität des Textes vollständig auflösen; am Ende der Erzählung bleibt hier ebenfalls die Frage bestehen, ob Robin tatsächlich eine neue Erkenntnis oder Einsicht gewonnen hat oder aber sich einer Weiterentwicklung gegenüber verschließt.

### Ausgaben (Auswahl)
Die moderne Standardausgabe der Werke Hawthornes ist die The Centenary Edition of the Works of Nathaniel Hawthorne (hrsg. von William Charvat, Roy Harvey Pearce u. a., Ohio State University Press, Columbus OH 1962–1997; 23 Bände). My Kinsman, Major Molineux findet sich im Band XI (The Snow-Image and Uncollected Tales, 1974). Verschiedene Sammelbände mit Hawthornes Kurzgeschichten enthalten My Kinsman, Major Molineux, beispielsweise als Taschenbuchausgabe
- Nathaniel Hawthorne: Selected Tales and Sketches. (= Penguin Classics). hrsg. von Michael J. Colacurcio, Penguin Books, New York 1987, ISBN 1-101-07780-8.

Im deutschsprachigen Raum ist eine editierte Textausgabe von My Kinsman, Major Molineux auch veröffentlicht in:
- Peter Freese (Hrsg.): The American Short Story I: Initiation · Texts for English and American Studies. Schöningh Verlag, Paderborn 1984, ISBN 3-506-41083-0, S. 8–28.

Es liegen zwei Übersetzungen ins Deutsche vor:
- Mein Verwandter, der Major Molineux. Deutsch von Lore Krüger. In: Nathaniel Hawthorne: Der schwarze Schleier und andere ausgewählte Erzählungen. Insel Verlag, Leipzig 1980, ISBN 3-538-06584-5.
- Mein Verwandter, Herr Major Molineux. Deutsch von Hannelore Neves. In: Nathaniel Hawthorne: Die himmlische Eisenbahn. Erzählungen, Skizzen, Vorworte, Rezensionen. Mit einem Nachwort und Anmerkungen von Hans-Joachim Lang. Winkler, München 1977, ISBN 3-538-06068-1.
  - Auch in: Nathaniel Hawthorne: Unheimliche Erzählungen. Hrsg. von Siegfried Schmitz. Aus dem Amerikanischen übertragen von Hannelore Neves und Siegfried Schmitz. Albatros Verlag, Düsseldorf 2007, ISBN 978-3-491-96208-8 (Neuauflage)

### Sekundärliteratur (Auswahl)
- Peter Freese: Über Schwierigkeiten des Erwachsenenwerdens: Amerikanische stories of initiation von Nathaniel Hawthorne bis Joyce Carol Oates - Nathaniel Hawthorne, „My Kinsman, Major Molineux“. (1832). In: Peter Freese, Horst Groene, Lisel Hermes (Hrsg.): Die Short Story im Englischunterricht der Sekundarstufe II - Theorie und Praxis. Schöningh Verlag, Paderborn 1979, ISBN 3-506-74073-3, S. 209–220.
- Peter Freese: Robin und seine vielen Verwandten: Zur Rezeptionsgeschichte von Nathaniel Hawthornes „My Kinsman, Major Molineux“. In: Klaus Lubbers (Hrsg.): Die englische und amerikanische Kurzgeschichte. Wissenschaftliche Buchgesellschaft, Darmstadt 1990, ISBN 3-534-05386-9, S. 12–27. Wiederabdruck in: Peter Freese: Die amerikanische Kurzgeschichte - The American Short Story · Gesammelte Aufsätze - Collected Essays. Langenscheidt-Longman Verlag, München 1999, ISBN 3-526-50864-X, S. 160–175.
- Peter Freese: Text 1 und 2: Nathaniel Hawthorne, „My Kinsman, Major Molineux,“ and Benjamin Franklin, „Arriving in Philadelphia“. In: Peter Freese: The American Short Story I: Initiation - Interpretations and Suggestions for Teaching. Schöningh Verlag, Paderborn 1986, ISBN 3-506-41084-9, S. 89–158.
- Seymour L. Gross: Hawthorne‘s ’My Kinsman, Major Molineux‘: History as Moral Adventure. In: Nineteenth-Century Fiction. 12 (1957/58), S. 97–109.
- John V. Hagopian: My Kinsman, Major Molineux. In: John V. Hagopian, Martin Dolch (Hrsg.): Insight I - Analyses of American Literature. Hirschgraben Verlag, Frankfurt am Main 1971, DNB 740160826, S. 69–73.
- Daniel G. Hoffman: Yankee Bumpkin and Scapegoat King. In: Sewanee Review. 69, 1961, S. 48–60. Wiederabdruck in Daniel G. Hoffman: Form and Fable in American Fiction. Neuauflage. University Press of Virginia, London 1994.
- Q. D. Leavis: Hawthorne as Poet. In: Sewanee Review. 59, 1951, S. 179–205. Wiederabgedruckt in Charles Feidelson Jr., Paul Brodtkorb Jr. (Hrsg.): Interpretations of American Literature. New York 1959, S. 30–50.
- Simon O. Lesser: The Image of the Father: A Reading of ’My Kinsman, Major Molineux‘ and ’I Want to Know Why‘. In: Partisan Review. 22, 1955, S. 372–390.
- Roy Harvey Pearce: Hawthorne and the Sense of the Past or, The Immortality of Major Molineux. In: Journal of English Literary History. 21, 1954, S. 327–349.
- Peter Shaw: Fathers, Sons and the Ambiguities of Revolution in ’My Kinsman, Major Molineux‘. In: New England Quarterly. 49, 1976, S. 559–576.